# Cá bụng đầu Cửu Long
Cá bụng đầu Cửu Long
(danh pháp khoa học: Phallostethus cuulong) là loài cá vây tia thuộc họ Cá bụng đầu Phallostethidae, bộ Cá suốt được tìm thấy ở Việt Nam năm 2009 và công bố loài mới năm 2012.

## Đặc điểm
P. cuulong được xem là loài cá mặt nước khá hiếm sống tại khu vực sông Mekong ở Đông Nam Á, châu Á. Tên của chi và họ cá này gốc Hy Lạp có nghĩa là dương vật (phallos) ở trên ngực (stēthos): phallos + stēth + hậu tố us = Phallostethus. Còn tên tiếng Anh priapiumfish của nhóm cá này được đặt theo tên của vị thần sinh sản Hy Lạp cổ đại, Priapus, tên loài (cuulong) được đặt theo dòng sông nơi phát hiện đầu tiên năm 2009.
Điểm đặc biệt là loài cá này có cơ quan sinh dục nằm dưới cằm, ngay phía sau miệng. Con đực có một cơ quan sinh sản là priapium (thay cho dương vật ở con người và các loại động vật có vú), nằm quay ngược về phía sau và giống một dạng vây ngực. Ống dẫn trứng của con cái có thể chứa đầy tinh trùng trong cơ thể vì vậy tỷ lệ trứng được thụ tinh là khá cao.
Theo bà Lynne Parenti, một nhà nghiên cứu đến từ Viện Smithsonian ở Washington DC cho biết: "Hiện nay, chúng tôi vẫn chưa thể tìm ra lý do tại sao họ cá priapiumfish lại phát triển tuyến sinh dục kỳ lạ này."
8 mẫu P. cuulong đã được nghiên cứu (5 đực, ba cái) đều có chiều dài nằm trong khoảng 20-24,5mm, có số đo các phần cơ thể tính theo phần trăm so với toàn bộ: chiều dài đầu 22,1-24,1%, chiều dài miệng 7,5-8,5%, đường kính mắt 6,7-7,3%, chiều rộng interorbital 3,3-5,2%, chiều dài hàm 8,0-9,4%, chiều dài predorsal 78,0-82,6%; chiều dài trước hậu môn 46,4-48,7%, dày nhất của cơ thể 15-18,7%

## Giao phối
Con đực dài 2 cm giao phối với con cái bằng cách phần đầu của chúng đặt gần nhau, tạo thành 1 góc 45 độ. Hiện chưa có quan sát nào được ghi nhận về hoạt động giao phối của loài cá này, tuy nhiên các nhà khoa học dự đoán hoạt động này dựa trên quan sát cấu trúc cơ thể loài này, có so sánh với các loài tương tự vẫn sử dụng các bộ phận cưa và roi này trong việc lôi cuốn các con cái vào mùa sinh dục.

## Quá trình tìm kiếm
Vào tháng 7/2009, Koichi Shibukawa, chuyên gia làm việc tại Quỹ Môi trường Thiên nhiên Nagao tại Tokyo, Nhật Bản đã phát hiện thấy con cá lạ đang bơi một mình trong con kênh nhánh của sông Hậu thuộc hệ thống sông Cửu Long tại huyện Cù Lao Dung, tỉnh Sóc Trăng, Việt Nam. Trong quá trình làm việc với các đồng nghiệp tại Đại học Cần Thơ (tiến sĩ Trần Đắc Định và thạc sĩ Trần Xuân Lợi), ông nhận ra đó là loài hoàn toàn mới. Họ đã công bố loài cá bụng đầu mới trên tạp chí Zootaxa số 3363 (tháng 7.2012).
Chi Phallostethus hiện có 3 loài được tìm thấy. Ngoài P. cuulong, còn có P. dunckeri (C. T. Regan, 1913) ở bán đảo Mã Lai và P. lehi (Lynne R. Parenti, 1966) ở Tây Bắc đảo Borneo. Phallostethus cuulong là loài thứ 22 trong họ Cá bụng đầu được phát hiện, là họ cá có thụ tinh trong cơ thể (hoạt động thụ tinh trong đó con đực đưa cơ quan sinh dục đực vào trong cơ thể con cái để thụ tinh) thông qua cơ quan sinh dục nằm ngay gần phía dưới đầu.

## Phân bố
Các mẫu vật tìm thấy tại Việt Nam được ghi nhận ở các vùng:
1. Xã An Thạnh Nam, huyện Cù Lao Dung, tỉnh Sóc Trăng
2. Sông Mỹ Thanh, phường 1, thị xã Vĩnh Châu, tỉnh Sóc Trăng
3. Xã Long Hữu, huyện Duyên Hải, tỉnh Trà Vinh
4. Huyện Cầu Kè, tỉnh Trà Vinh
5. Huyện Chợ Lách, tỉnh Bến Tre